# Assassin's Creed Mirage
Assassin's Creed Mirage est un jeu vidéo d'action-aventure et d'infiltration développé par Ubisoft Bordeaux et édité par Ubisoft. Conçu originellement comme une extension d'Assassin's Creed Valhalla, Mirage devient finalement le treizième opus canonique de la série Assassin's Creed.
Le jeu est sorti le 5 octobre 2023 sur Windows, PlayStation 4, PlayStation 5, Xbox One, Xbox Series et Amazon Luna. Sur PC, il est d'abord disponible via l'Epic Games Store à la suite d'un partenariat. Puis, il sort sur Steam en octobre 2024.

## Trame
Assassin's Creed Mirage prend place à Bagdad, la capitale de l'Irak, en 861, en plein âge d'or de l'Islam. Le joueur incarne Basim Ibn Ishaq, personnage introduit dans Assassin's Creed Valhalla, et suit son évolution de simple voleur à membre de Ceux qu’on ne voit pas.

### Synopsis
En l'an 861, Basim est un jeune voleur vivant à Anbar avec son amie Nehal. Ses nuits sont hantées par des visions d'un djinn, que seule Nehal connait. Basim a de grandes aspirations, espérant rejoindre Ceux-qu'on-ne-voit-pas pour qui il fait plusieurs missions mais il est rejeté par leur chef Roshan bint-La'Ahad. Afin de prouver ses talents, Basim s'introduit dans le palais du Calife pour mettre la main sur le contenu d'un coffre protégé par la garde royale pour l'Ordre des Anciens. À l'intérieur, Basim trouve un disque qui commence à projeter un message holographique avant qu'il soit surpris par le Calife al-Mutawakkil. Nehal sauve Basim en tuant le Calife avant de fuir tous les deux.
Recherché par les gardes pour le meurtre du Calife, Basim voit ses camarades voleurs massacrés à travers Anbar, et il hurle sa colère envers Nehal avant de quitter la ville avec Roshan. Elle l'amène à Alamut où Basim se forme pendant quelques années avant d'être initié parmi Ceux-qu'on-ne-voit-pas. Quand leur mentor Rayhan apprend que l'influence de l'Ordre a grandi à travers Bagdad et qu'ils sont en danger, Basim et Roshan le suivent et retournent dans la ville.
Une fois arrivé à Bagdad, Basim commence à enquêter sur les cinq membres de l'Ordre et leurs alliés qui agissent dans l'ombre du Califat et apprend qu'ils mènent une immense campagne de fouilles dans le désert à la recherche d'artefacts Isus. Il les tue tout en s'interrogeant sur la nature de ces artefacts. Dans sa quête, il recroise à plusieurs reprises la route de Nehal, qui essaie de le dissuader de rester parmi Ceux-qu'on-ne-voit-pas et de davantage s'intéresser aux artefacts, convaincue que Basim est lié à eux.

## Système de jeu
Le jeu est décrit comme un retour aux sources de la série Assassin's Creed. Il est ainsi centré sur l'infiltration, le parkour et abandonne l'aspect mythologique des épisodes Origins, Odyssey et Valhalla.

## Développement
Au début du projet, Ubisoft considère Mirage comme un contenu additionnel d'Assassin's Creed Valhalla (2020).
Le 10 septembre 2022, Assassin's Creed Mirage est annoncé par Ubisoft, avec une sortie prévue en 2023 sur Windows, PlayStation 4, PlayStation 5, Xbox One et Xbox Series. Il est développé principalement par le studio Ubisoft Bordeaux, créé en 2017. En septembre 2023, Apple annonce que le jeu sera sur jouable grâce à l'iOS sur l'IPhone 15 Pro.
Le 24 mai 2023, lors du PlayStation Showcase 2023, Ubisoft dévoile un trailer de gameplay ainsi qu'une date de sortie pour Assassin's Creed Mirage,. La sortie est prévue pour le 12 octobre 2023,.
Ubisoft annonce qu'une mission exclusive intitulée Ali Baba et les Quarante Voleurs sera proposée aux joueurs ayant précommandé le jeu. L'édition Deluxe d'Assassin's Creed Mirage comprend le jeu de base, un pack inspiré de Prince of Persia avec des armes et des objets cosmétiques supplémentaires, la bande originale du jeu et un artbook numérique.
Plus d'un an après la sortie du jeu, en janvier 2025, l'éditeur Ubisoft étudie la possibilité de développer une extension narrative basée en Arabie saoudite. Ce projet serait réalisé dans le cadre d'un partenariat avec Savvy Games, le groupe d'investissement vidéoludique de la monarchie saoudienne.

## Accueil
Assassin's Creed Mirage reçoit un accueil « généralement favorable » selon l'agrégateur de critiques Metacritic.